# Heniocha dyops
Heniocha dyops is een vlinder uit de familie nachtpauwogen (Saturniidae), onderfamilie Saturniinae. De wetenschappelijke naam van de soort is voor het eerst geldig gepubliceerd door Maassen in 1872.